# Åland–Finland (färjelinjer)
Mellan Åland och det finländska fastlandet finns både reguljära färjelinjer och skärgårdsförbindelser. De kan delas in i två huvudkategorier:

## Reguljära färjelinjer
Färjelinjerna trafikeras av större passagerarfärjor som ofta har Stockholm som utgångspunkt och gör stopp på Åland.
- Mariehamn – Åbo (via Stockholm)  
  - Silja Line – österut 1 tur/dag sommartid, västerut 1 tur/dag.
  - Viking Line – 1 tur/dag.

- Långnäs – Åbo (via Stockholm)  
  - Silja Line – österut 1 tur/dag, västerut 1 tur/dag sommartid.
  - Viking Line – 1 tur/dag.

- Långnäs – Nådendal (via Kapellskär)  
  - Finnlink – vissa avgångar via Åland, fartyg med begränsade passagerarutrymmen.

- Mariehamn – Helsingfors (via Stockholm)  
  - Silja Line – 1 tur/dag.
  - Viking Line – 1 tur/dag.

## Skärgårdsförbindelser
Mindre färjor och förbindelsefartyg knyter samman Åland med Åbolands skärgård och det finländska fastlandet. Resan kan kräva flera färjeöverfarter.
- Ålandstrafikens norra linje: Hummelvik i Vårdö kommun – Brändö – Osnäs i Gustavs.
- Ålandstrafikens södra linje: Långnäs i Lumparland – Galtby i Korpo – vidare längs Regionalväg 180 (”Skärgårdsvägen”) med två landsvägsfärjor till fastlandet och Riksväg 1.

## Hamnar
- Mariehamn: Gemensam terminal för Silja Line och Viking Line, belägen cirka 1 km från stadens centrum.
- Långnäs: Liten ort i Lumparland med gemensam terminal för rederierna. Cirka 30 km från Mariehamn.
- Åbo: Hamnen ligger cirka 3 km från centrum, med terminaler bredvid varandra. Bussförbindelse till centrum och järnvägsstation vid hamnen. Åbo slott ligger i närheten.
- Helsingfors: Viking Lines terminal ligger på Skatuddens sydsida, Silja Lines terminal strax söder därom. Båda nås enkelt från centrum.